# Hurva
Hurva is een plaats in de gemeente Eslöv in Skåne, de zuidelijkste provincie van Zweden. De plaats heeft 332 inwoners (2005) en een oppervlakte van 55 hectare.